# Фонд Мохаммеда бин Рашида аль-Мактума
Фонд Мохаммеда бин Рашида аль-Мактума (араб. مؤسسة محمد بن راشد آل مكتوم‎) — благотворительный фонд в ОАЭ, направленный для решения таких социальных проблем, как безработица и неграмотность. 
19 мая 2007 года на Всемирном экономическом форуме в Иордании, вице-президент ОАЭ и правитель Дубая Мохаммед ибн Рашид аль-Мактум, объявил выделении 10 миллиардов долларов на создание фонда для развития образования в арабских странах. Это было одним из крупнейших благотворительных пожертвований в истории. Шейх Мохаммед заявил, что основной целью фонда является развитие образовательной инфраструктуры и научных исследований в регионе, преодоление разрыва между арабским миром и развитыми странами и создание новых рабочих мест. Фонд осуществляет поддержку трех направлений: культура, предпринимательство и трудоустройство, образование.
В 2012 году председателем фонда был шейх Хамдан ибн Мохаммед Аль Мактум (сын Мохаммеда), а генеральным директором султан Али Рашид Лута.
Фонд Мохаммеда бин Рашида аль-Мактума занимает седьмое место в списке крупнейших благотворительных фондов.

## Деятельность
В 2008 году фонд пообещал 100 000 книг детям в арабском мире и гранты писателям детских книг. В том же году он запустил программу, которая стимулировала перевод литературных произведений на арабский язык.
В 2009 году фонд подписал меморандумы о взаимопонимании с 28 университетами (в том числе с Гарвардским и Колумбийским университетами), которые дают стипендиатам фонда доступ к этим университетам.
В 2009 году фонд создал книжную ярмарку, которая была потенциальным противником «Bologna Children's Book Fair».
В 2010 году организация оказала помощь пострадавшим от наводнения в Пакистане.
В 2012 году организация провела семинар в Париже, чтобы обсудить второй отчёт об образовании в арабском мире, которая была опубликована в сотрудничестве с Программой развития ООН; на котором присутствовала генеральный директор ЮНЕСКО Ирина Бокова.
В 2013 году фонд принял участие в конференции молодых инженеров в Кувейте
С 2014 года организует присуждение Премии Знаний .